# Antoine Résibois
Antoine Elie Résibois, né le 1er décembre 1767 à Tintigny et décédé le 11 octobre 1844 à Bettembourg, fut un maître de poste et bourgmestre d'Arlon de 1803 à 1829.

## Biographie
Antoine Résibois naît d'Henry François Résibois, prêtre défroqué, clerc-juré et médecin, et de Marie Jeanne Henry, domiciliés à Tintigny. Son grand-père paternel Arnold Résibois fut bourgmestre de Tintigny et meunier du moulin à eau de Lahage.
D'abord fourrier au sein du Louable Régiment de Wurtemberg, il y sollicite son congé après 15 mois le 30 novembre 1786.

### Régisseur du château de Guirsch
Il commence alors sa carrière comme régisseur du château de Guirsch. Au moment de la Révolution française, la châtelaine de Guirsch, Agathe de Han, se réfugie dans une résidence secondaire de la famille, à Arlon. À la même époque, Antoine Résibois se rallie aux idées républicaines. Profitant de ses nouvelles fonctions, et étant alors à Paris, il se souvient de ses anciens maîtres, et fait rayer leur nom de la liste des émigrés, qui permet de préserver le patrimoine des châtelains de Guirsch.

### Maire et bourgmestre d'Arlon
D'abord adjoint au maire d'Arlon  sous le régime français à partir du 28 floréal an 9 (18 mai 1801), il devient maire d'Arlon le 16 ventôse an XI, soit le 7 mars 1803 ; il succède alors au maïorat au négociant arlonais Jacques-Hubert Thyes Henco. Son mandat de maire est renouvelé pour cinq ans le 1er janvier 1813. Il est ensuite confirmé dans ses fonctions sous le titre de bourgmestre en 1814 par le Gouvernement provisoire de Belgique. Ce mandat de bourgmestre est continué en 1815 par le Gouvernement des Pays-Bas jusqu'en 1817, date à partir de laquelle il porte le titre de Bourgmestre et Président de la Régence municipale d'Arlon. Ce mandat est renouvelé le 12 mars 1824 jusqu'en 1829.
Antoine Résibois réside dans un grande et belle bâtisse de la Grand'Rue d'Arlon, située à l'emplacement de l'ancien couvent de la confrérie Sainte-Catherine. La façade a été modifiée avec le temps, mais elle a conservé à gauche une entrée cochère en plein cintre. Le passage couvert est de même style, voûté sur croisée d’ogives retombant sur culots, les deux derniers étant millésimés « 1566 ».
Par la suite, il est encore conseiller provincial du canton de Bettembourg, où il s'est établi chez sa fille Antoinette, jusqu'à sa mort.
Le 25 mai 1839, le roi des Belges Léopold Ier lui accorde une pension annuelle viagère de 1512 francs pour 32 ans de service.

### Franc-maçon
L'année même où il devient maire d'Arlon, en 1803, se constitue à Luxembourg la Loge des Enfants de la Concorde fortifiée ; il s'agit de la plus ancienne loge maçonnique luxembourgeoise encore en activité. L'année suivante, le 20 mars 1804, il est répertorié sous le numéro 56 de cette loge. Son tablier de Maître y est toujours conservé.